# Snöveltorp
Snöveltorp è un'area urbana della Svezia situata nel comune di Söderköping, contea di Östergötland.
La popolazione risultante dal censimento 2010 era di 333 abitanti .